# Planetário de Montreal
O Planetário de Montreal (em francês: Planétarium de Montréal) é um museu educativo, cultural e científico de Montreal, Québec, que tem por objectivo sensibilizar a população para a natureza e ciências naturais, particularmente no campo da astronomia.
Foi inaugurado a 1 de Abril de 1966, alguns meses antes da Exposição Universal de Montreal, por Jean Drapeau e seu principal, Pierre Gendron. Desde a sua inauguração, o planetário recebeu mais de seis milhões de visitantes e apresentou cerca de 58 mil espectáculos.
É um dos quatro Muséums Nature de Montréal (Museus Natureza de Montreal), juntamente com o Biodôme, o Jardim Botânico e o Insectarium.